# 洛·侯斯
羅拔·威廉·"洛"·侯斯（英語：Robert William "Rob" Hulse，1979年10月25日—）出生於英格蘭柴郡的克魯，是一名職業職業足球員，司職前鋒。

## 生平

### 克魯
洛·侯斯出身於家鄉球隊克魯，自9歲開始已加入其青訓系統。但不幸一次嚴重背傷使他需要養傷長達12個月。當洛·侯斯康復後，他獲外借到當時仍處北部超級聯賽超聯組（Northern Premier League）的海德聯（Hyde United）兩個月，他於1999/00年球季外借期間在11次上陣射入9球。這次成功的外借經驗使洛·侯斯獲得在克魯一隊上陣的機會，於2000年3月4日主場1-0擊敗诺里奇城首次披甲上場。在他的第四次上陣即取得個人首個入球，於5月7日作客2-0擊敗班士利時射入「埋齋」的一球。
翌季開始洛·侯斯成為克魯一隊常規正選，更分別以11球及12球連續兩年（2000/01年及2001/02年）成為球隊首席射手。克魯於2001/02年球季結束後需要降級到乙組聯賽〈第三級〉，剛升級英超的西布朗有意收購洛·侯斯，但為克魯拒絕。克魯一眾青年小將包括洛·侯斯、甸恩·艾殊頓及羅德尼·傑克（Rodney Jack）等在在乙組是大超班，在冬季轉會窗，志切爭取升級的克魯需要保留實力，西布朗及狼隊的收購查詢均被回絕。洛·侯斯連續第三年成為球隊首席射手，射入27球之多，更獲選為球會的「年度最佳球員」及入選「PFA英乙年度最佳陣容」。
雖然克魯以聯賽亞軍身份回升甲組聯賽〈第二級〉，尚餘1年合約洛·侯斯拒絕續新約，領隊達利奧·加迪（Dario Gradi）為免他利用博斯曼法案自由轉會導致球會人財兩失，而決定將他掛牌出售。有數支球隊表示對洛·侯斯有興趣，包括愛華頓及莱斯特城，其中與克魯一同升級的卡迪夫城據報出價約75萬英鎊接近成功收購，惟一心希望加盟英超球隊的洛·侯斯無意加盟「藍鳥」。西布朗及诺里奇城先後出價，但卻沒有英超球隊問津。雖然克魯與米禾爾談妥價錢，但再次為洛·侯斯所拒絕。

### 西布朗
2003年7月8日西布朗願意提價後再次向克魯求購洛·侯斯，結果以初步75萬英鎊（可增加到100萬英鎊）獲取洛·侯斯首肯加盟。他於2003年8月9日作客4-1擊敗華素爾首次披甲上陣，三日後在英格蘭聯賽盃主場4-0擊敗賓福特時梅開二度，而三日後於主場4-1大勝般尼中射入一球在聯賽「開齋」。洛·侯斯其後分別在對葉士域治、洛達咸及韋斯咸再梅開二度，於11月初在各項比賽合共射入12球，是西布朗爭取升級的重要成員。但其後狀態急轉直下，更於2004年1月17日作客般尼時於上半場27分鐘因嚴重犯規被直接紅牌罰離場。直到3月6日對高雲地利才再射入下半季唯一的入球。雖然如此，西布朗仍然獲得甲組聯賽〈第二級〉亞軍升級到英超，而洛·侯斯亦以13球成為球隊首席射手。
由於西布朗在季後簽入安梳爾（Robert Earnshaw）、賀斯菲特及簡奴等鋒線球員，而洛·侯斯的排名甚至在老將奇雲·金寶（Kevin Campbell）之後，在英超沒有多少次登場機會，2004年10月14日史篤城要求借用備受冷落的洛·侯斯卻被領隊加利·麥臣（Gary Megson）拒絕。在2004/05年球季上半季洛·侯斯只獲5次聯賽、1次聯賽盃及1次足總盃合共7次上陣，全部以後補身份入替，入球掛零。在冬季轉會窗重開，史篤城有意收購洛·侯斯，兩隊已同意120萬英鎊的轉會費，但洛·侯斯在與家人及經理人商討後拒絕加盟。

### 列斯聯
2005年2月9日洛·侯斯成功獲外借到列斯聯3個月，加盟首仗在主場梅開二度協助球隊以3-1擊敗雷丁，在加盟首4仗入4球後，列斯聯主帥奇雲·布力維爾（Kevin Blackwell）表示希望在球季結束後將洛·侯斯正式收歸旗下，而他亦有意留效。
借用期間洛·侯斯13次上陣及射入6球，布力維爾將落實洛·侯斯加盟作為來季組軍首要任務，於5月9日以110萬英鎊成功收購洛·侯斯。季前在挪威的首場友誼賽洛·侯斯弄傷足踝，而這個傷患整季一直困擾著他，其後加上臀部受傷需要注射針藥止痛，但他強忍痛楚，帶領球隊獲得聯賽第5位，有資格出爭升級附加賽，於附加賽準決賽次回合作客普雷斯頓先拔頭籌，在有兩人被逐下力保2-0勝果，累計3-1晉級決賽，但決賽不幸以0-3負於屈福特而無緣升級英超。2005/06年球季洛·侯斯在各項比賽合共射入14球，包括聯賽對打比郡的帽子戲法，與大衛·希利併列球隊首席射手。
2006年4月6日洛·侯斯與英格蘭職業足球運動員協會簽署經理人合約。

### 錫菲聯
由於列斯聯未能升級，表現出色的洛·侯斯獲得不少其他球會垂青，先有诺里奇城問價，再有錫菲聯出價140萬英鎊被拒，洛·侯斯表示樂意留隊。最終錫菲聯「加碼」到220萬英鎊打動列斯聯，加上附加條款金額可提升到300萬英鎊，於2006年7月24日取得心頭好，洛·侯斯簽約效力三年，希望再次在英超比賽能夠證明自己的實力。 
2006/07年球季錫菲聯在缺席12年後重返頂級聯賽，2006年8月19日首戰利物浦，洛·侯斯於下半場開賽後僅50秒即頂入先開紀錄，最後才被科拿憑十二碼扳平1-1終場。洛·侯斯繼續有穩定的演出及入球，在首11場比賽射入4球，直到2007年3月3日對愛華頓射入一球，累計共射入8球，是球隊領先射手。
2007年3月17日錫菲聯作客史丹福橋球場對車路士，上半場25分鐘當洛·侯斯接應一個傳中球時與對方出迎的門將施治相撞，即時足踝骨折，洛·侯斯一動不動，在旁的施治嚇得用手掩眼不敢觀看，經過5分鐘處理傷處後才用擔架抬離場送往醫院。事後證實左腳雙重骨折，施治就這宗意外表示歉意，洛·侯斯一度懷疑會就此「收山」，幸好手術成功，而曾有相同遭遇的阿倫·史密夫亦對他加以鼓勵。雖然提早「收咧」，但洛·侯斯在聯賽的8個入球仍足以使他成為球隊的首席射手，而錫菲聯在球季結束後亦需降回英冠。
洛·侯斯的復原比原先估計為慢，到2007年10月才再在對謝菲爾德的友誼賽踢了最後的20分鐘。而直到12月22日作客對卡迪夫城才在一隊復出，於下半場60分鐘後補入替，缺陣長達9個月，但直到球季結束，洛·侯斯再為錫菲聯上陣24場，沒法打開入球紀錄而結束其在錫菲聯充滿遺憾的兩季。

### 打比郡
2007/08年球季結束後，據報打比郡對尚餘1年合約的洛·侯斯有意，但為錫菲聯所拒。最後打比郡將收購價提高到175萬英鎊獲得錫菲聯接納，洛·侯斯於7月21日落實加盟，簽約三年。五天後洛·侯斯在對曼斯菲的友誼賽作非正式的處子登場及射入一球 。洛·侯斯在2008/09年球季揭幕日主場對唐卡士打正式披甲上陣，以0-1敗陣而回。而他於9月13日對舊球會錫菲聯時取得首個入球，協助球隊主場2-1獲勝。而洛·侯斯在10月份狀態登上高峰，於5場比賽射入4球，使他獲選為「英冠每月最佳球員」。直到2009年3月14日作客2-4負於錫菲聯射入的一球。球季結束時洛·侯斯共射入18球，包括聯賽15球及英格蘭足總盃3球，成為球隊首席射手，更獲選球隊的年度最佳球員。
翌季季初雖然打比郡同意的400萬英鎊出價，但洛·侯斯拒絕轉會。2009年10月3日主場3-0擊敗，洛·侯斯於補時階段射入十二碼，是其個人第100個聯賽入球，但他一直受傷患困擾，更一度失落正選席位，上半季僅射入6球。1月轉會窗重開，有傳狼隊有意羅致洛·侯斯，而及希望借用，惟均沒有成事。下半季初期他搶回正選席位，多射入6球後，在球季尚餘下兩仗時接受內收肌放鬆手術（adductor release）治療鼠蹊傷患，但他仍以12球連續兩年成為球隊首席射手。

### 昆士柏流浪
洛·侯斯尚餘一年合約在身，打比郡志切套現，將他的身價訂為150萬英鎊，與般尼及昆士柏流浪商討轉會。開季首三仗洛·侯斯因跟腱受傷沒有替打比郡上陣，於2010年8月31日成功轉投由尼爾·沃诺克（Neil Warnock）帶領的昆士柏流浪，兩人曾在錫菲聯共事，簽約三年，轉會費金額沒有透露。

## 外部連結
- Rob Hulse player profile at dcfc.co.uk
- Rob Hulse player profile[永久] at wba.co.uk
- Rob Hulse player profile at crewealex.net
- 足球数据库：洛·侯斯的球员统计数据